# Margadevanagundi, Kanakapura
Margadevanagundi là một làng thuộc tehsil Kanakapura, huyện Ramanagara, bang Karnataka, Ấn Độ.